# Зелік Віктор Андрійович
Віктор Андрійович Зелік (нар. 17 березня 1951 р.) — український художник-аквареліст. Входить у сотню найкращих акварелістів світу. Велика колекція робіт художника зберігається в Слов'янському краєзнавчому музеї. Серед доробку художника більш як 100 настінних розписів, плакати, батик, оформлення книг, рельєфи, декілька тисяч акварельних робіт.
До початку повномасштабного російського вторгнення на територію України художник проживав у м. Слов'янськ, у 2022 р. переїхав до м. Черкаси.

## Творча діяльність
Віктор Зелік народився у м. Слов'янськ, з дитинства захоплювався аквареллю. Художню освіту здобув у Харківському художньо-промисловому інституті (нині Харківська державна академія дизайну і мистецтв) на факультеті промислової графіки і пакування (1973—1978 рр.). Вчителями з фаху були професори С. М. Солодовник і В. С. Ненадо, академік В. М. Гонтаров. Основоположними для формування художнього світогляду Віктора Зеліка стало вивчення творчості М.Врубеля, В.Сєрова, а також художників товариства початку ХХ ст. «Світ мистецтва».
Після закінчення навчання Віктор Зелік працював художником-оформлювачем: протягом1978-1981 рр. на БАМі, а з 1981 року і до 1992 років виконував замовлення Художнього фонду СРСР як художник вищої творчої категорії.
Упродовж багатьох років художник працював у різних техніках: монументально-декоративний живопис, плакати, батик, оформлення книг і створював живописні композиції надполив'яним (підглазурним) розписом на керамічних виробах (порцеляна) м. Слов'янськ.
Кар'єра художника почалась з порцелянового посуду власного виробництва — Віктор Зелік був одним з перших керамістів-підприємців м. Слов'янськ.

З кінця 1990-х рр. переважно працює у техніці станкового акварельного живопису. Головними героями композицій акварельних творів Віктора Зеліка є люди у повсякденних моментах: прогулянки з собачкою, шлях на роботу чи з роботи, закохані погляди молодої пари, гри вуличного музики тощо. Особливо часто художник зображує осінь, яку полюбляє за різноманіття кольорів. Кожна картина, за словами художника, має особливий задум та сюжет: 
«Ось, на одній із картин чоловік іде з репетиції. Він втомився, ледве ноги волочить, але отримав задоволення. А місто тут я „занурюю“ в епоху 30-40-х років. Люблю ці машини, ці старі міста».

«Я хочу дати такий наче поштовх до асоціацій. Ввести ненав'язливо до картини та відчути ту обстановку, яку зображено. Часом до мене підходять відвідувачі виставок (особливо жінки) і починають ділитись такими враженнями, яких я навіть не очікував. У кожного своє прочитання картини через власні переживання та почуття. Мені це дуже подобається і я спілкуюсь залюбки. Бо малювати „голу“ природу можна звісно чудово. Однак мені ближче оживити зображення сюжетно».
Окреме місце у творчості художника займають архітектурні акварелі, де зображені пам'ятки України (Донеччини, Криму, Центральної України), архітектурні деталі, що втілюють колорит міських вуличок, двориків й паркових ансамблів. 
«Я люблю міські пейзажі. Куди б я не приїжджав протягом багатьох років, я завжди ходжу по місту, заходжу в арки, двори і намагаюся знайти щось цікаве, старе, якісь архітектурні елементи».

«Я люблю архітектуру. З якихось пір я почав „населяти“ вулиці, двори та архітектуру персонажами. У мене є музиканти зі скрипками, віолончелями, саксофоном, флейтою. Таким чином я „оживляю“ роботу, зачіпаю емоції людини. Людина може довго стояти біля картини і вигадувати сюжет» 
На думку художника Володимира Радковського, акварелі Віктора Зеліка характеризуються «незвичною музикальністю та чудовим малюнком».

## Виставкова діяльність
Велика колекція робіт Віктора Зеліка зберігається в Слов'янському краєзнавчому музеї. Картини художника представлені у Харківському, Краматорському, Донецькому музеях, а також у приватних колекціях поціновувачів живопису по всьому світу (в Європі, Азії, Африці, Австралії, Америці).
З 1985 року Віктор Зелік є активним учасником виставок у Харкові, Донецьку, Краматорську, Слов'янську й Криму.
У 2001—2011 рр. у Слов'янську картини художника регулярно були представлены на загальномsських виставках, іноді відбувались персональні виставки.
У 2021 р. картини художника були представлені на виставці картин різних напрямів «Без олії» у Слов'янському краєзнавчому музеї.
У 2022 р. відбулась персональна виставка Віктора Зеліка «Осінній вернісаж» у Черкаському обласному художньому музеї.
У 2024 р. відбулась персональна виставка «Акварельна елегія» в Черкаському обласному краєзнавчому музеї.

## Родина
Батько — Андрій Дмитрович Зелік, учасник Другої світової війни, нагороджений медаллю «За відвагу».
Одружений, дружина — Валентина Миколаївна Зелік, колишній медичний працівник. Має доньку, онуку та правнучку.